# Maria Andegaweńska
Maria Andegaweńska (węg. Mária, chor. Marija, ur. w 1371, zm. 17 maja 1395) – królowa Węgier i Chorwacji od 1382 r., z krótką przerwą w latach 1385-1386. Koronowana na króla Węgier, pierwsza żona króla Zygmunta Luksemburskiego.

## Życiorys
Była drugą córką króla Polski i Węgier Ludwika Węgierskiego oraz Elżbiety Bośniaczki. Miała dwie siostry: starszą - Katarzynę oraz młodszą - Jadwigę.
W 1372 r. Ludwik rozpoczął negocjacje z cesarzem Karolem IV w sprawie zaręczyn Marii z synem cesarza, Zygmuntem Luksemburskim. Babka Marii, Elżbieta Łokietkówna, była niechętna temu mariażowi, ale ostatecznie ustąpiła w tej kwestii i zaręczyny odbyły się w 1373 r. Maria i Zygmunt byli spokrewnieni - Zygmunt był prawnukiem króla Polski Kazimierza Wielkiego a ojciec Marii był jego siostrzeńcem i jednocześnie jego następcą na polskim tronie. Siostra Marii Jadwiga miała poślubić Wilhelma Habsburga.
Ludwik, wobec braku męskich potomków, starał się zapewnić córkom dziedziczenie w Polsce i na Węgrzech. Początkowo Katarzyna miała zostać królową Polski, a Maria została przeznaczona na dziedziczkę korony węgierskiej. Śmierć Katarzyny w 1378 r. pokrzyżowała te plany. W takiej sytuacji Ludwik chciał na oba trony przeznaczyć Marię, jednak ostatecznie w 1379 r. ustalono, że Maria dziedziczy tron Polski, a Jadwiga - Węgier. W 1379 r. w Koszycach polscy delegaci złożyli hołd Marii jako przyszłej władczyni.
W nocy z 10 na 11 września 1382 r. Ludwik I Wielki zmarł. Elżbieta Bośniaczka, która dotychczas żyła w cieniu teściowej (która zmarła pod koniec 1380 r.) i męża, staje się pierwszoplanową postacią polityki polsko-węgierskiej. Zmienia decyzję męża i z jej rozkazu 17 września 1382 r. Maria zostaje koronowana na króla Węgier. Z uwagi na niepełnoletność Marii rzeczywista władza spoczęła jednak w ręku jej matki, która oficjalnie objęła funkcję regentki.
Tron w Polsce pozostał pusty, ponieważ panowie polscy nie zgadzali się na władcę, który ponownie rządziłby dwoma krajami. Domagano się od Elżbiety Bośniaczki, aby wysłała jedną z córek na stałe do Polski. Stało się to dopiero w drugiej połowie 1384 r. - Jadwiga wyruszyła do Krakowa na koronację.
Elżbieta Bośniaczka na początku 1384 r. próbowała zmienić plany zmarłego męża, tym razem co do wyboru męża dla Marii. Rozpoczęła negocjacje z królem Francji, aby jego syn, Ludwik Orleański, niedoszły mąż Katarzyny, poślubił Marię. W efekcie Zygmunt Luksemburski zwołał wojska na kampanię zbrojną przeciwko regentce. Ogólnie poparcie dla Elżbiety na Węgrzech drastycznie spadało. W dodatku do przejęcia władzy na Węgrzech szykował się Karol III z Durazzo, który objął tron Neapolu po zamordowaniu Joanny I, odpowiedzialnej przed laty za śmierć wuja Marii - Andrzeja.
Sytuacja była coraz bardziej napięta i niebezpieczna. W październiku 1385 r. odbył się ślub Marii i Zygmunta, na który Elżbieta Bośniaczka w końcu wyraziła zgodę. Niedługo potem Zygmunt, być może przeczuwając niebezpieczeństwo, opuścił dwór królewski.
W grudniu 1385 r. Karol III Durazzo strącił Marię z tronu i koronował się na króla Węgier jako Karol II. Karol prawdopodobnie nie obawiał się Marii i Elżbiety, bądź też nie przypuszczał, że mają jeszcze jakichkolwiek stronników, gdyż tuż po koronacji odesłał do Neapolu swój orszak. Został zaatakowany na początku lutego, później został przewieziony do Wyszehradu. Zmarł na skutek odniesionych ran 24 lutego 1386 roku. O zaplanowanie skrytobójstwa oskarżano Elżbietę i jej głównego doradcę, Mikołaja z Gary.
Władzę w wewnętrznie osłabionym kraju ponownie objęły Elżbieta z córką. Zygmunt wrócił na Węgry, walcząc o swoje prawa. Elżbieta i Maria spotkały się z nim i jego przyrodnim bratem Wacławem, królem Czech. Zawarto ugodę, w której wyrażono zgodę na dopełnienie małżeństwa Zygmunta i Marii. Wkrótce jednak Zygmunt opuścił Węgry z nieznanych przyczyn.
W czerwcu 1386 roku Elżbieta i Maria zawarły z Jadwigą, królową Polski i jej mężem, Władysławem Jagiełłą układ, w którym Polska zobowiązała się do udzielenia im pomocy. Latem tego roku władczynie chciały uciec do Polski, trasa uległa jednak zmianie i królowe salwowały się ucieczką na południe Węgier.
25 lipca 1386 r. orszak władczyń został zaatakowany przez zwolenników zamordowanego Karola. Maria wraz z matką zostały uwięzione w twierdzy Novigrad nad Morzem Adriatyckim. Zygmunt jesienią wkroczył na teren Węgier, jego siły były jednak niewystarczające. Maria wkrótce straciła matkę, która została uduszona na jej oczach w styczniu 1387 roku, co miało być ostrzeżeniem dla Zygmunta.
Podczas gdy Maria przebywała w zamknięciu, trwał spór o Ruś Czerwoną pomiędzy Polską a Węgrami. Władysław Opolczyk apelował do Rusinów, aby zachowali wierność wobec Królestwa Węgier i sprzeciwili się królowej Polski Jadwidze.  Spotkanie dwóch armii określa się jako bitwa pod Stubnem, choć powieściopisarze woleli wiedzieć to jako wojnę dwóch sióstr, jednak w rzeczywistości żadna z nich nie brała czynnego udziału w walkach. Ruś ostatecznie została przyłączona do Polski.
Sytuacja w kraju nadal była niepewna. Formalny władca - Maria - przebywała uwięziona w twierdzy. Zygmunt Luksemburski został koronowany w marcu 1387 r.
Maria odzyskała wolność dopiero w czerwcu 1387 r. Uwolnił ją jeden z lokalnych możnowładców wspieranych przez wenecką flotę. Przez pewien czas po odzyskaniu wolności podpisywała dokumenty państwowe jako kobieta-król wraz z Zygmuntem, jednak nie trwało to długo. Nie miała żadnego wpływu na męża, tym bardziej w kwestiach politycznych. Maria zdołała tylko poprosić męża o ukaranie zabójcy jej matki i to dopiero po kilku latach.
W 1392 r. na Węgrzech doszło do spotkania Marii z jej siostrą Jadwigą, królową Polski, w którym nie uczestniczył Zygmunt. Wtedy siostry widziały się ostatni raz, ponieważ zaplanowane na luty 1395 r.  w Krakowie spotkanie nie odbyło się ze względu na sprzeciw męża Marii.
Maria dopiero pod koniec 1394 r. zaszła w ciążę. 17 maja 1395 r. zmarła podczas polowania na skutek upadku z konia, który spowodował poronienie. Została pochowana w katedrze w Wielkim Waradynie (obecnie Oradea).
| 4. Karol Robert         |  |                        |  |  |                       |
|                         |  | 2. Ludwik Węgierski    |  |  |                       |
| 5. Elżbieta Łokietkówna |  |                        |  |  |                       |
|                         |  |                        |  |  | 1. Maria Andegaweńska |
| 6. Stefan II Kotromanić |  |                        |  |  |                       |
|                         |  | 3. Elżbieta Bośniaczka |  |  |                       |
| 7. Elżbieta kujawska    |  |                        |  |  |                       |
|                         |  |                        |  |  |                       |